# Бродяга и собака
«Бродяга и собака» (англ. The Tramp and the Dog) — американский немой короткометражный комедийный фильм снятый в 1896 году. Имя режиссёра в титрах не указано. Является первой коммерческой постановкой пионера американского кино Уильяма Селига.
Считается одной из первых кинолент его кинокомпании «Selig Polyscope Company». Вероятно, это также первый художественный фильм, снятый в Чикаго.

## Сюжет
Домохозяйка выходит на улицу во двор и оставляет свежеиспеченный пирог на стуле, чтобы он остыл. Увидев это, бродяга перепрыгивает через забор на задний двор, хватает пирог и пытается убежать. Но тут появляется пёс, который хватает воришку сзади, когда тот пытается перелезть через забор, что приводит к различным смешным ситуациям, и тут снова появляется женщина с метлой...
Фильм стал очень популярным и разошёлся по всей Северной Америке и Европе. Это положило начало кинотенденции, известной как «юмор о штанах», когда потеря или угроза потери штанов персонажем привели к тому, что ряд кинематографистов стали изображать бродяг в коротких комедийных ситуациях.
До 2021 года фильм считался утерянным, пока не был обнаружен в киноархиве Национальной библиотеки Норвегии. Время ленты 1,22 мин.